# Arasz Talebinedżad
Arasz Talebinedżad Tivell (pers. ‏آرش طالبی‌نژاد تیول‎, ur. 25 marca 1981 w Bandar-e Abbas) – irańsko-szwedzki piłkarz, grający na pozycji prawego skrzydłowego. Młodzieżowy reprezentant Szwecji.
W swojej karierze grał w Västra Frölunda IF, AIK Fotboll, Tromsø IL, IF Brommapojkarna oraz Gröndals IK.